# Lentekhi (municipalité)
La municipalité de Lentekhi (en géorgien : ლენტეხის მუნიციპალიტეტი) est un district de la région de Ratcha-Letchkhoumie et Basse Svanétie en Géorgie, dont la ville principale est Lentekhi. Au recensement de 2014, il comptait 4 386 habitants.